# Одесские рассказы
«Одесские рассказы» — цикл Исаака Бабеля, местом действия которых является Одесса начала XX века (примерно в 1904–1919 годы).
В центре рассказов находится банда налётчиков, живших в еврейском районе Молдаванка. Их возглавляет Беня Крик, известный также по прозвищу Король. Его прототипом, по распространённому мнению, стал Мишка Япончик.
Этой книгой Бабель, как считается, изобрел одесский юмор.

## Состав
Четыре главных рассказа («Король», «Как это делалось в Одессе», «Любка Казак» и «Отец»), по мнению современных исследователей, составляют канонический вариант цикла; прочие рассказы следует воспринимать как дополнительные.
Главный текстолог-исследователь Бабеля Елена Погорельская

предостерегает от слишком вольного включения отдельных рассказов в одесский цикл. По-видимому, подобная свобода границ цикла сложилась после небольшой книжки 1931 года (и последовавших за ней сборников «Избранного», издаваемых вплоть до 1936 года), в которой „Одесские рассказы“ были опубликованы рядом с примыкающими к ним по смыслу текстами. К ним Погорельская относит «Справедливость в скобках», «Закат», «Фроим Грач», «Конец богадельни» и некоторые другие рассказы, но не рекомендует включать в цикл рассказы «Мой первый гонорар», «Гюи де Мопассан», «Дорога», «Иван-да-Марья», а также рассказы, входящие в условный цикл «История моей голубятни» (так как их действие происходит в других городах).

Проблема состава цикла не решена окончательно.

## История создания

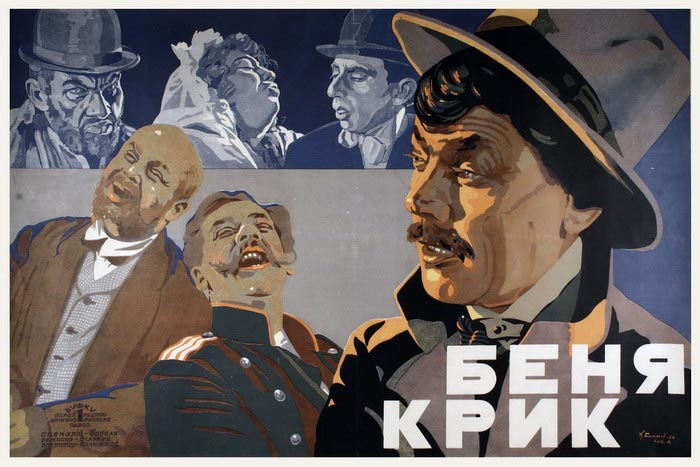
Афиша фильма 1926 года

Четыре главных рассказа («Король», «Как это делалось в Одессе», «Любка Казак» и «Отец») были по отдельности опубликованы в журналах в 1921—1924 годах, а позже вышли единой книгой в 1931 году. «Любка Казак» также в 1925 году вышел отдельной книжкой.
«Король» был опубликован в газете «Моряк» за 1921 год, июнь. В 1923 году в «Литературном приложении» к «Известиям Одесского губисполкома, губкома КП(б)У и губпрофсовета» вышел «Как это делалось в Одессе». «Отец» и «Любка Казак» вышли в журнале «Красная новь» ,1924 год, № 5.
Современный литературовед указывает, что «ещё при жизни Бабеля его рассказы исполнялись со сцены Леонидом Утёсовым, что, по-видимому, положило начало традиции устного «одесского юмора», в 1960–70-е годы доведённой до блеска Михаилом Жванецким и Романом Карцевым».
Константин Паустовский в своих воспоминаниях рассказывает поразивший его эпизод об этом цикле:
Бабель зажег маленькую лампочку. Глаза его покраснели за стеклами очков (он вечно мучался глазами).
Он достал из стола толстую рукопись, написанную на машинке. В рукописи было не меньше чем сто страниц.
– Знаете, что это?
Я недоумевал. Неужели Бабель написал наконец большую повесть и уберег эту тайну от всех?
Я не мог в это поверить. Все мы знали почти телеграфную краткость его рассказов, сжатых до последнего предела. Мы знали, что рассказ больше чем в десять страниц он считал раздутым и водянистым.
Неужели в этой повести заключено около ста страниц густой бабелевской прозы? Не может этого быть!
Я посмотрел на первую страницу, увидел название «Любка Казак» и удивился еще больше.
– Позвольте, – сказал я. – Я слышал, что «Любка Казак» – это маленький рассказ. Еще не напечатанный. Неужели вы сделали из этого рассказа повесть?
Бабель положил руку на рукопись и смотрел на меня смеющимися глазами. В уголках его глаз собрались тонкие морщинки.
– Да, – ответил он и покраснел от смущения. – Это «Любка Казак». Рассказ. В нем не больше пятнадцати страниц, но здесь все варианты этого рассказа, включая и последний. А в общем, в рукописи сто страниц.
– Все варианты?! – пробормотал я.

– Слушайте! – сказал Бабель уже сердясь. – Литература не липа! Вот именно! Несколько вариантов одного и того же рассказа. Какой ужас! Может быть, вы думаете, что это – излишество? А вот я еще не уверен, что последний вариант можно печатать. Кажется, его можно еще сжать. Такой отбор, дорогой мой, и вызывает самостоятельную силу языка и стиля. Языка и стиля! – повторил он. – Я беру пустяк: анекдот, базарный рассказ – и делаю из него вещь, от которой сам не могу оторваться. Она играет. Она круглая, как морской голыш. Она держится сцеплением отдельных частиц. И сила этого сцепления такова, что ее не разобьет даже молния. Его будут читать, этот рассказ. И будут помнить. Над ним будут смеяться вовсе не потому, что он веселый, а потому, что всегда хочется смеяться при человеческой удаче.

## Содержание

### Король
Новый пристав в участке готовит облаву на налётчиков во главе с Беней Криком во время свадьбы его сестры Двойры. Однако «внезапный пожар» в участке расстраивает планы и совершенно не касается свадьбы, на которой гуляла вся Молдаванка.

### Как это делалось в Одессе
Первое дело Бени Крика, его вхождение в криминальные круги. Фроим Грач для испытания выбирает для Бени налёт на Тартаковского, во время которого случайно убивают приказчика Мугинштейна. Организацию материальной компенсации матери убиенного и его пышные похороны за счет Тартаковского Беня провел настолько изящно, что после похорон с кладбищенской стены прозвучало его будущее прозвище — «Король».

### Отец
В дом к биндюжнику Фроиму Грачу возвращается его дочь Баська. С самого детства девочка жила с его тёщей в Тульчине, а после её смерти переехала к отцу. Жизнь большого города захлестнула Баську, тут же она влюбилась в сына бакалейщика Соломона Каплуна. Однако против этого союза выступила мать Соломона. Перед Фроимом остро становится проблема налаживания личной жизни своей слишком повзрослевшей дочери. Кандидатом в женихи своей дочери он рассматривает Беню Крика.

### Любка Казак
История о том, как еврей Цудечкис попал в неприятную ситуацию, задолжав владелице постоялого двора Любке Шнейвейс (по прозвищу Казак) деньги. Запертый в доме Любки до её приезда, он ухаживал за её маленьким сынишкой, и в итоге заслужил себе место управляющего у Любки Казак.

### Справедливость в скобках
Еврей Цудечкис по недоразумению навёл на лавку кооператива «Справедливость» две банды: налётчиков Бени Крика и Коли Штифта. В одну ночь банды встретились в лавке и чуть не завязалась перестрелка. Поступок Цудечкиса очень оскорбил благородство налётчика Бени, который пожелал смыть оскорбление убийством Цудечкиса. Но жена Цудечкиса буквально спасла от расправы своего мужа, выговорив ему спасение. Беня Крик был суров, но справедлив, а у Цудечкиса было семь детей.

### Конец богадельни
Небольшой бизнес кормит убогих и нищих, живущих при богадельне у второго еврейского кладбища. Для отправления в последний путь они придумали сдавать внаём богато украшенный дубовый гроб. За пышный гроб и церемонию родственники платят деньги, а покойника по еврейскому обычаю хоронят в саване. Таким образом, гроб даёт хороший навар. Но на похоронах товарища Герша Лугового случилась осечка, начдив Бройтман не дал вывалить покойника из гроба, и гроб закопали вместе с усопшим в могиле. Бедствия из-за потери источника существования обрушились на богадельню, а начальник кладбища Бройдин не захотел помочь людям. Лишь случай со стрельбой дал надежду на перемену, но неожиданно кладбище было переустроено, а живущих при нём людей выгнали.

### Фроим Грач
Старый бандит в 1919 году безуспешно пытается вступить в диалог с советской властью, в итоге его убивают.

### Закат
Молодой Беня Крик и его брат восстают против своего отца.

## Характеристика
Рассказы объединены местом действия и сквозными персонажами, однако их стиль неоднороден. «Бабель то обращается к экспрессионистской манере, напоминающей орнаментальную прозу, то переходит на язык важной для 1920-х годов очерковой фактографии, то пишет в стилистике натурализма столь любимой им французской раннемодернистской прозы. (…) Разностилье рассказов об Одессе выдержано Бабелем совершенно сознательно: он считал, что переломное для России и мира время не может быть сведено к одному художественному стилю».
При создании неповторимого цикла этих рассказов Бабель черпал[что?] из разных источников. «На стилистику и темы прозы Бабеля повлияли самые разные явления, в диапазоне от хасидских притч и фрейдовского психоанализа до французской литературы натуралистического направления и русской прозы XIX века (особенно Лев Толстой и Николай Гоголь). Старые притчи и рассказы, которые он мог слышать от старших родственников и читать в литературных текстах на идиш (Шолом-Алейхема, например), в его текстах получали скорее пародийное преломление (что позволяло и дистанцироваться от своей традиционной культуры, и сохранить память о ней). Психоаналитические исследования и тексты Мопассана и Золя позволили ему выработать оригинальный писательский взгляд на человеческое тело, ввести в свою прозу проблематику сексуальности. От Гоголя Бабель перенял привычку к мрачному юмору. А Толстой оказался важен для поздней прозы Бабеля, которая становится более сдержанной и объективистской».

## Постановки

### В кинематографе
- 1926 — Беня Крик, реж. Владимир Вильнер
- 1989 — Биндюжник и Король, реж. Владимир Алеников
- 1989 — Искусство жить в Одессе, реж. Георгий Юнгвальд-Хилькевич
- 1990 — Закат, реж. Александр Зельдович
- 2011 — Жизнь и приключения Мишки Япончика, реж. Сергей Гинзбург

### В театре
- 1980 — «Пять рассказов Бабеля», Москва, Театр на Таганке, режиссёр: Ефим Кучер[3][4]
- 2002 — «Крики из Одессы» Санкт-Петербург, Молодежный театр на Фонтанке
- 2013 — «Одесские рассказы», Санкт-Петербург, кафе «Бродячая собака»
- 2014 — «Биндюжник и Король», Орловский молодёжный театр, режиссёр: А. Михайлов.